# 적갈색코쥐
적갈색코쥐(common rufous-nosed rat, Oenomys hypoxanthus)는 쥐과에 속하는 설치류의 일종이다. 앙골라와 부룬디, 중앙아프리카공화국, 콩고공화국, 콩고민주공화국, 적도기니, 에티오피아, 가봉, 케냐, 나이지리아, 르완다, 남수단, 탄자니아, 우간다에서 발견된다. 자연 서식지는 아열대 또는 열대 기후 지역의 계절성 습윤 또는 홍수림 저지대 초원과 계절성 홍수림 농경지이다.